# Восточный (Ишимбай)
Восточный (в народе — Собачий) — микрорайон города Ишимбая,

## География
Расположен на правом берегу реки Белой. Граничит с микрорайоном Перегонным.
Есть родник Восточный.

### Улицы
- Вавилова
- Карбышева

## История
Возник в 1930-е годы вблизи крупного нефтепромысла как посёлок для рабочих. В дальнейшем административно отнесён к городу Ишимбаю.
К 1940 году, когда рабочий посёлок получил статус города, посёлок Восточный входил в числе 16 населённых пунктов в Ишимбайский городской совет и стоял на расстоянии 2 км от центра горсовета (Шаяхметов 2013, С. 344).
В 2011 году решением Ишимбайского горсовета на территории микрорайона определены границы для осуществления территориального общественного самоуправления.

## Население
В 1940 году 527 жителей (БАССР. Административно-территориальное деление на 1 июня 1940 года, С.249; Шаяхметов 2013 С.344).

## Транспорт
- Городской автобусный маршрут № 1, 5, 112. Остановка общественного транспорта «Микрорайон Восточный».